# Paracaspaser
Paracaspaser är en typ av proteaser. De är mer lika caspaserna än vad metacaspaser är och finns bland djur och slemsvamp, medan svampar inte har paracaspaser, vilket är konstigt eftersom slemsvamp divergerade tidigare än uppdelningen mellan svampar och djur.
I däggdjur (inklusive människa) har det enda paracaspaset visat sig vara viktigt för signaleringen från ett stort antal receptorer som är inblandade i det ospecifika immunförsvaret.